# Залужье (Белокрестское сельское поселение)
Залу́жье — деревня в Чагодощенском районе Вологодской области.
Входит в состав Белокрестского сельского поселения, с точки зрения административно-территориального деления — в Белокрестский сельсовет.
Расстояние по автодороге до районного центра Чагоды — 14,5 км, до центра муниципального образования села Белые Кресты — 6,5 км. Ближайшие населённые пункты — Лешутино, Лешутинская Гора, Марьино.
По переписи 2002 года население — 19 человек.